# Sylvain Martel
 (mars 2017).
Si vous disposez d'ouvrages ou d'articles de référence ou si vous connaissez des sites web de qualité traitant du thème abordé ici, merci de compléter l'article en donnant les références utiles à sa vérifiabilité et en les liant à la section « Notes et références ».
Sylvain Martel, CM, CD, PhD, est un ingénieur en nanorobotique canadien. Il est professeur titulaire au département de génie informatique logiciel de Polytechnique Montréal. Il est aussi directeur du laboratoire de NanoRobotique et titulaire de la Chaire de recherche du Canada en Nanorobotique médicale.

## Prix et distinctions
- 2025 : Ordre du Canada[3],[4]
- 2017 : Prix d'excellence en recherche et innovation - Polytechnique Montréal
- 2017 : Prix Génie Innovation - Ordre des ingénieurs du Québec
- 2017 : Les 10 découvertes de l’année - Magazine Québec Science
- 2015 : Fellow - IEEE - Institut des Ingénieurs en Électronique et Électrique (IEEE)
- 2014 : Prix Acfas Jacques-Rousseau
- 2013 : Médaille du jubilé de diamant de la reine Elizabeth II - Gouvernement du Canada
- 2011 : Les 10 découvertes de l’année - Magazine Québec Science
- 2009 : Fellow - Académie canadienne du génie